# Беовульф (фильм, 2007)
«Беову́льф» (англ. Beowulf) — фантастическая драма режиссёра Роберта Земекиса по мотивам одноимённого англосаксонского эпоса, созданная с помощью технологии захвата движения, с полностью компьютерным видеорядом, движениями и мимикой живых актёров, взятыми за основу.

## Сюжет
Действие фильма разворачивается в 507 году в Дании, где король Хротгар решает отпраздновать завершение строительства своего медового зала. Но звуки музыки и веселья пробуждают и злят монстра Гренделя, который нападает на участников праздника и убивает многих из них. Но, когда Хротгар вызывает его на битву, чудовище возвращается к своей матери — демону воды. Король закрывает свой зал и предлагает половину своего золота тому, кто убьёт Гренделя.
Герой Беовульф и его группа геатских воинов прибывает на корабле в земли Хротгара, соглашаясь уничтожить зверя. Им не доверяет советник короля Унферт, с которым у Беовульфа возникает конфликт. Ночью геаты устраивают пир в зале, чем привлекают Гренделя. Беовульф сражается с ним голым, ведь тогда у обоих не будет оружия, и это будет честно. В итоге ему удаётся оторвать чудовищу левую лапу, после чего тот сбегает в пещеру к своей матери, где позже умирает. Несколько геатов были убиты, поэтому Беовульф сжигает их тела и со своим отрядом ночует в зале, отправив своего друга Виглафа подготовить корабли к отплытию.
Мать Гренделя ночью является к Беовульфу под видом супруги Хротгара — королевы Вальхтеов, прося его дать ей сына. Беовульф подозревает что-то неладное и обнаруживает, что ночевавшие вместе с ним люди убиты. Он решает убить мать Гренделя, которая, по словам Хротгара, последняя в своём роде. Отец же Гренделя, как он утверждает, не опасен для людей.
Беовульф и Виглаф отправляются к пещере, где живёт мать Гренделя, но внутрь идёт только Беовульф, вооружённый мечом, полученным в дар от Унферта, и золотым кубком в форме дракона (подарок Хротгара). Мать Гренделя в облике обнажённой облитой золотом женщины соблазняет Беовульфа, и он делает ей сына, взамен чего она обещает, что его имя станет легендой. В залог собственной славы Беовульф отдаёт ей золотой рог, а она обязуется не нападать на людей. Он возвращается назад с головой Гренделя и рассказом об убийстве чудовищ. Наедине король Хротгар более подробно расспрашивает Беовульфа и, обнаружив ложь в его словах, признаётся в том, что Грендель является его сыном. Таким образом, проклятье перешло от короля к Беовульфу. После этого Хротгар объявляет, что после его смерти Беовульф станет королём, завещает герою своё королевство, богатства и молодую жену. Затем он прыгает из окна зала на морской берег, где и погибает.
Проходят годы. Беовульф, ослабевший и подавленный из-за своего обмана, который испортил его отношения с Вальхтеов, по-прежнему король. Из-за этого он делит своё ложе с молодой служанкой Урсулой. Внезапно слуга Унферта находит на болоте золотой кубок, который Беовульф отдал матери Гренделя. Беовульф понимает, что залог возвращён, а значит, договор с демоном воды не имеет больше силы. На следующую ночь появившийся дракон сжигает соседнюю деревню, оставив Унферта в живых, чтобы тот передал Беовульфу послание о «грехах отцов». Поняв, что дракон является его сыном, Беовульф решает убить его вместе с матерью. Дракон пытается убить Урсулу и королеву, но Беовульф вырывает ему сердце. Вместе они падают на песчаный берег. Тело дракона превращается в золотого, физически развитого молодого человека, который напоминает Беовульфа в молодости. Перед смертью Беовульф пытается сказать Виглафу правду о том, что мать Гренделя до сих пор жива. Но друг говорит, что его народу нужен герой, несмотря ни на что.
Беовульфа хоронят по обычаям викингов в горящем корабле. Виглаф, ставший королём, в одиночестве наблюдает за его уходом. Он видит, что на горящий корабль проникает мать Гренделя, которая забирает тело Беовульфа в морскую пучину. После этого она выныривает, смотря на Виглафа и призывая его к себе. Тот спокойно смотрит на неё, но зрителю не показывают, какое решение принял Виглаф.

## В ролях
| Актёр           | Роль               |
| --------------- | ------------------ |
| Рэй Уинстон     | Беовульф           |
| Криспин Гловер  | Грендель           |
| Анджелина Джоли | Мать Гренделя      |
| Джон Малкович   | Унферт             |
| Энтони Хопкинс  | Король Хродгар     |
| Робин Райт-Пенн | Королева Вальхтеов |
| Брендан Глисон  | Виглаф             |
| Элисон Ломан    | Урсула             |
| Себастьян Роше  | Вульфгар           |
| Костас Мэндилор | Хондсхев           |

## Прокат
В Германии, Гонконг и Сингапуре фильм вышел в прокат 15 ноября 2007 года, в Аргентине, России и Словакии — 22 ноября 2007 года, в Бразилии, Панаме и Литве — 30 ноября 2007 года.